# Stevensia
Stevensia  es un género con once especies de plantas con flores perteneciente a la familia de las rubiáceas.
Es nativo de la Hispaniola.

## Especies
- Stevensia aculeolata Alain (1991).
- Stevensia buxifolia Poit. (1804).
- Stevensia ebracteata Urb. & Ekman (1932).
- Stevensia ekmaniana Urb. (1932).
- Stevensia farinosa Borhidi (2001).
- Stevensia grandiflora Alain (1991).
- Stevensia hotteana Urb. & Ekman (1932).
- Stevensia minutifolia Alain (1991).
- Stevensia ovatifolia Urb. & Ekman (1926).
- Stevensia samanensis Urb. (1924).
- Stevensia trilobata Borhidi (2001).